# デイブ・デイブ
デイブ・デイブ（Dave Dave/David Jordan Robinson,1976年6月18日-2018年7月15日　）は、1983年、父親に虐待され、顔に火傷を負ったコンセプチュアルアーティストである。
生誕時の名前はデイビッド・ローテンバーグ（David Charles Rothenberg）。

## 殺人未遂
6歳の頃、母親のマリー・ローテンバーグとニューヨークブルックリンのキャロル・ガーデンズ地区に住んでいた。両親は離婚し、デイビッドの親権をめぐって争っていた。二人が電話で議論した後、1983年3月3日の夜、ブエナパークのモーテルで、父は息子に睡眠薬を与え、彼が眠りについた後、ベッドに灯油を注ぎ火をつけた。彼は部屋を出て通りの向こう側の電話ボックスから見守っていたが、他の客がデイビッドを救出した。
デイビッドは、体の90％以上に火傷を負ってしまい、彼は指と足の指の切断を余儀なくされ、合計100以上の植皮を受けた。父は、もともと自分と息子を殺害するつもりだったと述べ、1983年7月に、当時の犯罪で認められていた最長の懲役13年の刑を言い渡された。彼は7年間の刑務所生活の末、1990年に3年間の仮釈放で釈放された。デイビッドは父を「父親ではなく詐欺師」と言った。